# Raschera
Le raschera est un fromage italien réalisé à partir de lait de vache (avec d'éventuels ajouts de lait de brebis ou de chèvre). Il est produit dans la province de Coni (région Piémont). Il bénéficie d'une appellation d'origine protégée à l'échelle européenne.
Le fromage est également reconnu comme un produit typique par le mouvement Slow Food.
Il s'agit d'un fromage à pâte pressée semi-cuite, c'est-à-dire pour lequel le caillé a été égoutté et pressé puis chauffée à moyenne température (en dessous de 50 °C) durant une courte période.

## Description
Le nom raschera dérive du nom d'un pâturage et d'un lac situés au pied du mont Mongioie (2 630 m d'altitude), situé dans la commune de Magliano Alpi dans les Alpes liguriennes dans la province de Coni.
Le fromage peut être de forme cylindrique ou parallélépipédique à base carré. Aujourd'hui, la forme carrée représente la majorité de la production.
- La version parallélépipédique (quadrangolari) a des faces plates d'une longueur comprise entre 28 et 40 cm. Sa hauteur varie entre 7 et 15 cm et sa masse entre 6 et 9 kg.
- La forme ronde (rotonde) a deux faces plates d'un diamètre de 30 à 40 cm et une hauteur comprise entre 6 et 9 cm, la masse varie entre 5 et 8 kg.

Le cahier des charges de l'appellation protégée différencie deux types de raschera : 
- Le raschera d'alpeggio (d'alpage) : il doit être produit et vieilli exclusivement dans les communes de Frabosa Soprana, Frabosa Sottana, Montaldo di Mondovì, Roburent, Roccaforte Mondovì, Pamparato, Ormea, Garessio (uniquement la zone de Val Casotto) et Magliano Alpi (uniquement la zone contiguë à Ormea). Toutes ces communes se trouvant à plus de 900m d'altitude[3].
- Le raschera de la province de Coni : il doit être produit et vieilli sur le territoire de la province.

Sa cuisson se fait à très basse température (29-30° C), le lait reste donc pratiquement cru. Son affinage doit durer, au minimum, 30 jours.